# 吉讷库尔
吉讷库尔（法語：Guinecourt，法語發音：[ɡinkuʁ]）是法国上法蘭西大區加来海峡省的一个市镇，属于阿拉斯区。

## 地理
吉讷库尔（50°20'56"N, 2°13'32"E）面积2.24 平方千米，位于法国上法蘭西大區加来海峡省，该省份为法国北部沿海省份，西北濒北海，南至索姆省，东临北部省。
与吉讷库尔接壤的市镇（或旧市镇、城区）包括：克鲁瓦塞特、兰泽、厄夫昂泰尔努瓦、埃里库尔、布朗热瓦尔布朗热蒙。

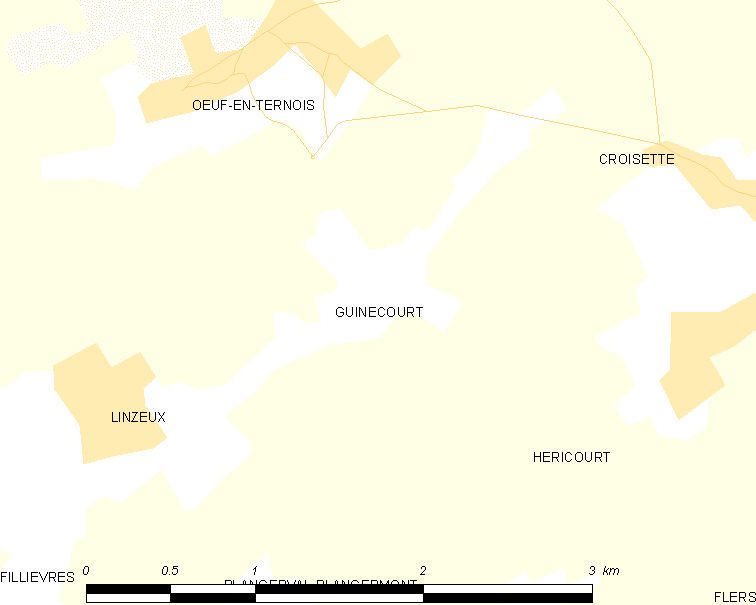
吉讷库尔的OSM定位图

吉讷库尔的时区为UTC+01:00、UTC+02:00（夏令时）。

## 行政
吉讷库尔的邮政编码为62130，INSEE市镇编码为62396。

## 政治
吉讷库尔所属的省级选区为泰努瓦斯河畔圣波勒县。

## 人口

1962-2008年间吉讷库尔人口变化图示

吉讷库尔于2022年1月1日时的人口数量为14人。